# 井上正定
井上 正定（いのうえ まささだ）は、江戸時代中期の大名。遠江国浜松藩の第2代藩主。官位は従五位下・河内守。浜松藩井上家7代。

## 生涯
宝暦4年（1754年）、浜松藩初代藩主・井上正経の次男として誕生した。明和3年（1766年）、父の死去により家督を継ぐ。明和6年（1769年）12月18日、従五位下・河内守に叙位・任官する。
安永3年（1774年）12月22日に奏者番に任じられる。天明元年（1781年）閏5月11日に寺社奉行を兼任する。天明6年（1786年）3月20日に死去、享年33。跡を長男の正甫が継いだ。

## 系譜
父母
- 井上正経（父）
- 仙石町子 ー 仙石政房の娘（母）

正室、継室
- 松平乗佑の養女 ー 松平忠恒の娘（正室）
- 土岐定経の娘（継室）
- 松平正升の娘（継々室）

側室
- 桜井氏

子女
- 井上正甫（長男）生母は桜井氏（側室）